# Belfast (Elton John)
Belfast è un brano composto e interpretato dall'artista britannico Elton John; il testo è di Bernie Taupin. Il brano è contenuto in una versione del singolo Please.

## Il brano
Costituisce il sesto brano dell'album Made in England; rispecchia adeguatamente i propositi di Elton sulla produzione del disco, essendo completamente scevro da qualsivoglia influenza elettronica. Torna invece su uno stampo classico, tipico dei primi lavori della rockstar; ne è un esempio la sezione d'archi che apre il pezzo (il sound, molto simile a quello udibile nel finale di Believe, mette in evidenza il magniloquente arrangiamento di Paul Buckmaster). Il brano prende avvio mediante una lunga introduzione strumentale, durante la quale si verificano cambi di tempo e si sovrappongono diversi elementi armonici. Solo in un secondo momento l'orchestra lascia spazio al solo pianoforte: Elton inizia quindi a cantare il testo di Bernie, riflessivo e meditativo (si parla chiaramente della tormentata città irlandese di Belfast). La melodia, basata allora sull'onnipresente pianoforte di John, è tranquilla ma malinconica, e sembra arrivare al suo culmine solo nelle ultime fraseggiature. Alla fine del pezzo, inoltre, vengono messi in evidenza tipici strumenti della musica folk irlandese.